# Bishop's College de Calcutta
 (avril 2023).
Si vous disposez d'ouvrages ou d'articles de référence ou si vous connaissez des sites web de qualité traitant du thème abordé ici, merci de compléter l'article en donnant les références utiles à sa vérifiabilité et en les liant à la section « Notes et références ».
Bishop’s College est une institution universitaire anglicane (Église de l’Inde du Nord) pour la formation de ministres du culte en Inde. Fondée en 1820 à Shibpur (Howrah) la faculté de théologie se trouve aujourd’hui à Ballygunge, Kolkata. L’institution est affiliée à l’université de Serampore.

## Histoire
L’institution académique fut fondée en 1820 en bordure immédiate du fleuve Hooghly (rive droite), à Shibpur (Howrah), près de Calcutta, par le premier évêque anglican de Calcutta, Thomas F. Middleton Vers 1883 la faculté de théologie déménage et s’installe à Calcutta, de l’autre côté du fleuve, au ‘224 Lower Circular Rd’ (aujourd’hui ‘AJC Bose Rd’)
L’institution offre une formation théologique contextualisée fondée sur l’enseignement de Jésus-Christ, suivant la tradition protestante et anglicane. Elle prépare des chrétiens (hommes et femmes) au ministère sacerdotal en Inde, ainsi qu’au travail de catéchèse et à l’enseignement de la doctrine chrétienne. L’institution fut fondée comme faculté anglicane mais depuis la  formation de l’Église de l’Inde du Nord’ [CNI] (29 novembre 1970) par l’union de plusieurs églises protestantes elle est gérée par cette CNI. La perspective est œcuménique et son corps professoral comme ses étudiants appartiennent à des traditions chrétiennes différentes, présentes en Inde. 

## Programme d’études
La faculté prépare aux grades universitaires uniquement en théologie qui sont délivrés par l’université de Serampore à laquelle elle est affiliée :
- Le Baccalauréat en théologie (‘Bachelor of Divinity’ [B.D.]), un cours de 4 ans.
- Le ’Master’ en théologie (Master in Theology [M.Th.]) - trois ans - est offert avec quatre orientations possibles : Ancien Testament, Nouveau Testament, Théologie chrétienne, et Religions.
- Le Doctorat en Théologie (Doctor of Theology [D.Th.]). Deux domaines sont possibles : Théologie chrétienne et ‘Religions’

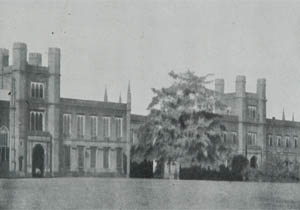
L'ancien bâtiment du Bishop's College, à Howrah (1880)

## La chapelle Saint-Thomas
La pierre d'angle de la chapelle Saint-Thomas, à l’intérieur du campus, fut posée le 9 mai 1898 par Mgr Edward Ralph Johnson, 8è évêque anglican de Calcutta (et métropolitain). Le culte fut inauguré le 19 janvier 1900 par son successeur Mgr James E.C. Welldon. Elle est placée sous la protection de saint Thomas, l’apôtre du Christ qui, selon une solide tradition apporta la ‘Bonne Nouvelle’ du Christ en Inde et y mourut en martyr.